# La Rochelle Business School
Excelia (in precedenza Groupe Sup de Co La Rochelle) 1 è un gruppo di istruzione superiore francese con quasi 5.000 studenti e 40.000 laureati.
Il gruppo è composto da 5 scuole: Excelia Business School, Excelia Tourism School, Excelia Digital School, Excelia Academy ed Excelia Executive Education.
Excelia Business School (in precedenza La Rochelle Business School) è una business school fondata a La Rochelle nel 1988. Rientra nel 5% delle business school con triplo accreditamento AACSB, EQUIS e AMBA.

## Insegnante famoso
- Alexandre Del Valle, politologo, saggista e giornalista francese di origini italiane